# 에릭 키색
에릭 키색(영어: Eric Kissack, 1977년 4월 15일~)은 미국의 영화 편집자, 감독, 프로듀서이다. 편집한 대표 작품들로는 《해롤드와 쿠마의 크리스마스》(2011), 《스트레스를 부르는 그 이름 직장상사 2》(2014), 《대디스 홈》(2015) 등이 있다.

## 어린 시절과 경력
키색은 미국 뉴욕주 뉴욕에서 출생해 성장했다. 헌터 칼리지 고등학교 졸업 후 1999년 브라운 대학교에 입학했다. 《사람 만들기》, 《브루노》, 《시더 래피드》, 《독재자》, 《스트레스를 부르는 그 이름 직장상사 2》, 《대디스 홈》, 《인스턴트 패밀리》 등의 작품으로 영화 편집자로서의 경력을 쌓았다.
《Love, Sex & Missed Connections》를 통해 감독으로도 데뷔했다.

## 필모그래피
| 연도      | 제목                                     | 언어 | 감독   | 편집   | 프로듀서 | 비고                        |
| --------- | ---------------------------------------- | ---- | ------ | ------ | -------- | --------------------------- |
| 2007      | 《더 텐》                                | 영어 | 아니요 | 예     | 아니요   |                             |
| 2008      | 《버즈 오브 아메리카》                   | 영어 | 아니요 | 예     | 아니요   |                             |
| 2009      | 《사람 만들기》                          | 영어 | 아니요 | 예     | 아니요   |                             |
| 2009      | 《브루노》                               | 영어 | 아니요 | 예     | 아니요   | 조너선 스콧 콘과 공동 편집  |
| 2011      | 《해롤드와 쿠마의 크리스마스》           | 영어 | 아니요 | 예     | 아니요   |                             |
| 2011      | 《해롤드와 쿠마 시리즈》                 | 영어 | 아니요 | 예     | 아니요   |                             |
| 2011      | 《시더 래피드》                          | 영어 | 아니요 | 예     | 아니요   |                             |
| 2012      | 《독재자》                               | 영어 | 아니요 | 예     | 아니요   |                             |
| 2012      | 《부통령이 필요해》                      | 영어 | 아니요 | 예     | 아니요   | 텔레비전 드라마             |
| 2012      | 《Love, Sex and Missed Connections》     | 영어 | 예     | 아니요 | 아니요   | 감독 데뷔 작품              |
| 2014      | 《건파이터》                             | 영어 | 예     | 아니요 | 아니요   | 단편 코미디                 |
| 2015      | 《스트레스를 부르는 그 이름 직장상사 2》 | 영어 | 아니요 | 예     | 아니요   |                             |
| 2015      | 《대디스 홈》                            | 영어 | 아니요 | 예     | 아니요   | 브래드 윌하이트와 공동 편집 |
| 2016~2020 | 《굿 플레이스》                          | 영어 | 아니요 | 예     | 예       | 텔레비전 드라마             |
| 2018      | 《인스턴트 패밀리》                      | 영어 | 아니요 | 아니요 | 예       |                             |
| 2019      | 《블랙 먼데이》                          | 영어 | 아니요 | 예     | 아니요   | 텔레비전 드라마             |
| 2019      | 《더 셀렉션》                            | 영어 | 예     | 아니요 | 예       | 《굿 플레이스》의 스핀오프  |